# Léry (Côte-d’Or)
Léry ist eine französische Gemeinde mit 203 Einwohnern (Stand: 1. Januar 2022) im Département Côte-d’Or in der Region Bourgogne-Franche-Comté (vor 2016 Bourgogne). Sie gehört zum Arrondissement Dijon und zum Kanton Is-sur-Tille. Die Einwohner werden Liriens genannt.

## Geographie
Léry liegt etwa 27 Kilometer nordnordwestlich von Dijon. Die Gemeinde wird umgeben von Échalot im Norden, Salives im Norden und Nordosten, Frénois im Osten und Südosten, Lamargelle im Süden sowie Poiseul-la-Grange im Westen und Nordwesten.

## Bevölkerungsentwicklung
| Jahr                       | 1962 | 1968 | 1975 | 1982 | 1990 | 1999 | 2006 | 2013 | 2019 |
| Einwohner                  | 105  | 384  | 364  | 297  | 270  | 235  | 225  | 219  | 188  |
| Quellen: Cassini und INSEE |      |      |      |      |      |      |      |      |      |

## Sehenswürdigkeiten

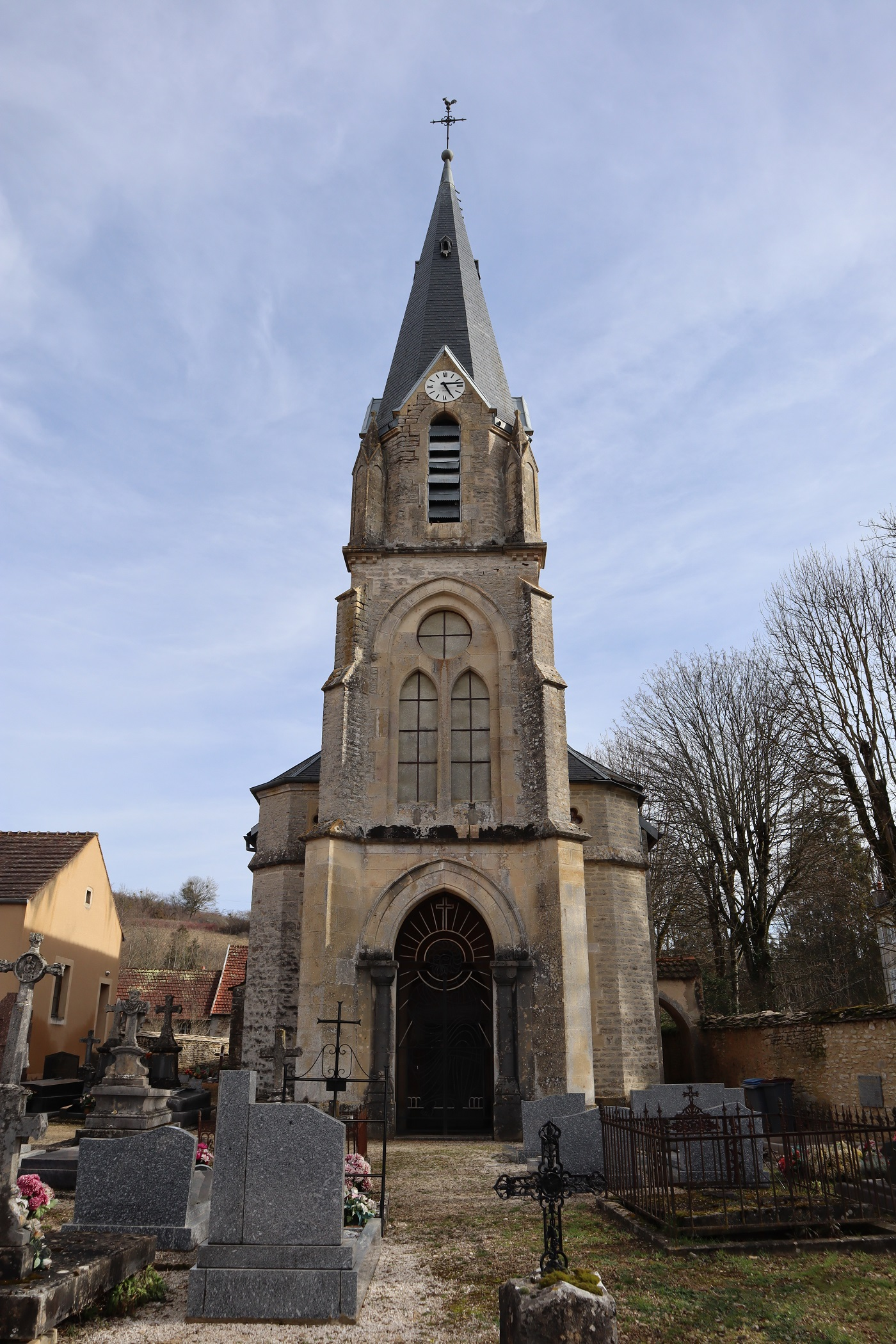
Kirche St. Bartholomäus

- Kirche St. Bartholomäus aus dem 13. Jahrhundert, Monument historique